# Lac de Lamoura
Le lac de Lamoura est un lac glaciaire français situé dans le massif du Jura et dans le département homonyme.

## Géographie

### Situation
Le lac de Lamoura est situé sur la commune de Lamoura, dans le Haut-Jura, au pied de l'anticlinal de la forêt du Massacre situé à l'est. Le village de Lamoura est à moins d'1 km à l'ouest du lac. Le lac est niché à l'extrémité sud de la petite gouttière synclinale de la Combe du Lac, longue de 10 km et axée dans un sens nord-est/sud-ouest. Cette combe est composée de roches du Crétacé et de matériel morainique. Son altitude de 1 156 m en fait le lac le plus élevé du Jura.
L'environnement géologique du lac est composé de débris glaciaires situés au fond de la combe et de calcaires du Crétacé et du Jurassique composants les collines et montagnes aux alentours du lac.

### Hydrographie
Le lac est alimenté par le Bief Froid situé au nord-est. Les eaux du lac sont évacuées par infiltration dans le sol et par des pertes, dont les entrées sont deux gouffres situés sur la rive nord-ouest du lac, et rejaillissent par des résurgences situées dans le cirque des Foules (Bief des Foules) et au hameau de Montbrilland dans la vallée du Flumen pour rejoindre ce dernier. L'évacuation est aussi effectuée par le ruisseau de Chapy qui suit le sens de la combe vers le sud-ouest pour rejoindre le Flumen sous le Chapeau de Gendarme,.

## Formation
La gouttière synclinale où est situé le lac fut formée lors du plissement du massif jurassien, durant le Miocène (- 11 Ma). Le lac de Lamoura fut formé lors de la glaciation de Würm (115 000 BP à 10 000 BP). Le retrait du glacier jurassien würmien a provoqué l'apparition d'un bourrelet chargé de débris glaciaires, une moraine, au fond de la vallée, provoquant ainsi un barrage naturel qui a formé le lac. Les dépôts glaciaires de la combe, quant à eux, provoquèrent une couche de sédiments imperméable qui permit le stockage de l'eau et réduisit les infiltrations par le sol à travers les calcaires.

## Nature

### Faune
La faune aquatique du lac est composée du brochet, de la truite fario et de la grenouille rousse. La présence de ces trois espèces démontre la qualité biologique du lac. On trouve aussi la présence d'une libellule très rare en France, dont la présence en Franche-Comté a été relevée sur deux sites uniquement, la leucorrhine à front blanc.
Dans le ciel et sur les eaux du lac, ce sont le héron cendré, la foulque macroule, la grèbe huppé, le canard colvert et le crapaud commun qui sont présents.

### Flore
La flore aquatique du lac est très diverse ; l'algue chara major, qui se forme dans les fonds aquatiques pour former une prairie inondée, s'y développe bien. Cette flore est aussi composée de buxbaumie verte, de laîche élevée, de prêle, de nénuphar à fleur jaune et de potamot allongé. À l'extrémité nord du lac, se situe un bas-marais composé d'épicéas, de bouleaux et de pins à crochets. Dans le fond de la combe, autour du lac, pas moins de sept tourbières ont été recensées.

### Réserve Natura 2000
Le lac de Lamoura est situé dans le site Natura 2000 « La Combe du Lac ». Ce site a une superficie de 142 ha dans un intervalle d'altitude variant entre 1 149 et 1 240 m. En décembre 1998, il a été proposé comme Site d'Importance Communautaire (SIC). Il représente une zone humide d'altitude caractéristique du massif jurassien bien préservée.

### Label Ramsar
Le lac fait partie du site Ramsar "Tourbières et lacs de la montagne Jurassienne" depuis février 2021.

## Sport
Il est possible de faire le tour du lac à pied, par un chemin aménagé long de 2 km. La combe du lac est également le départ de la course de ski de fond de la Transjurassienne. Le lac est situé dans le domaine de la station aux quatre villages, dont fait partie Lamoura, et il est possible de pratiquer du ski de fond, du ski alpin ou de la randonnée en raquette.

## Galerie

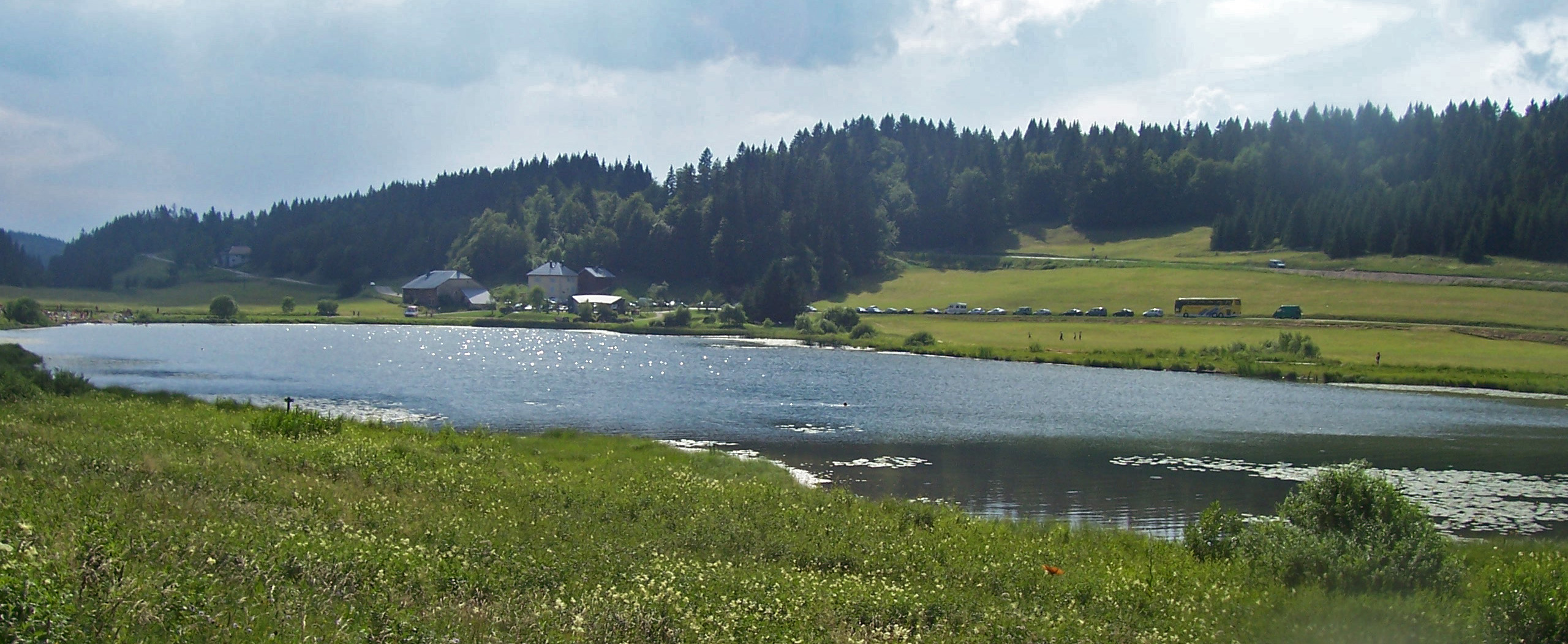
Vue sur le lac en été.
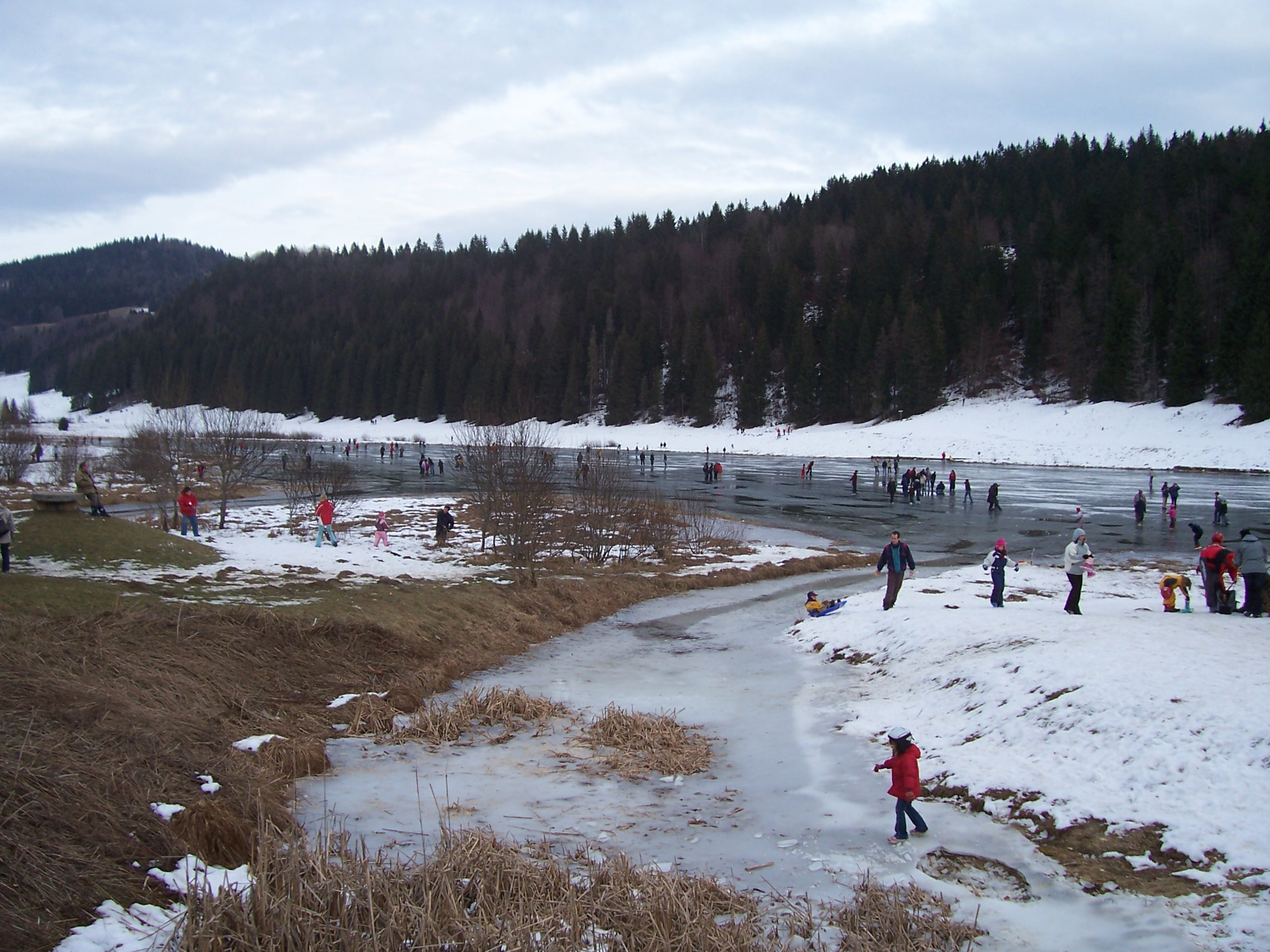
En hiver, il est possible de patiner sur le lac.
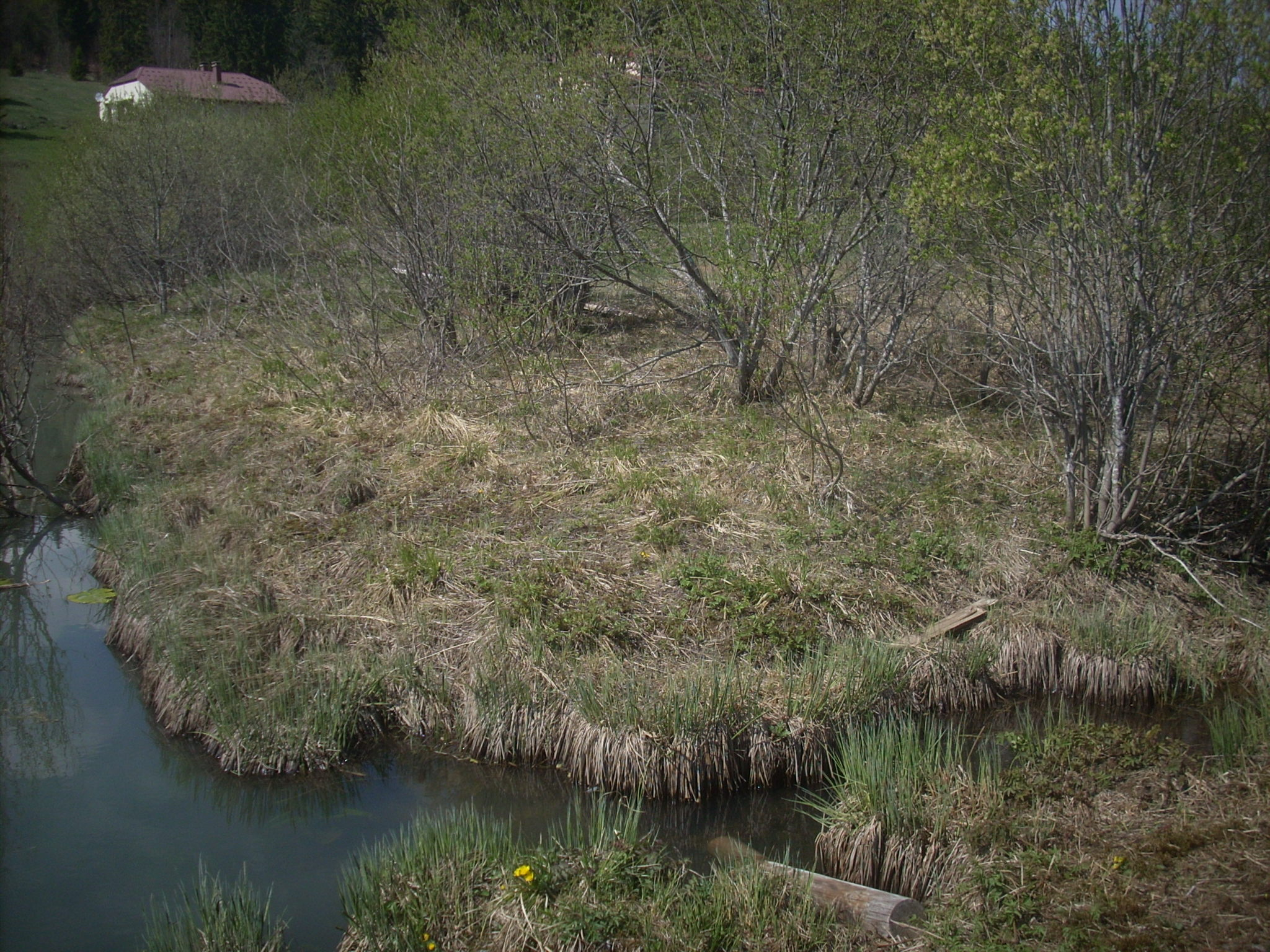
Tourbière au bord du lac.
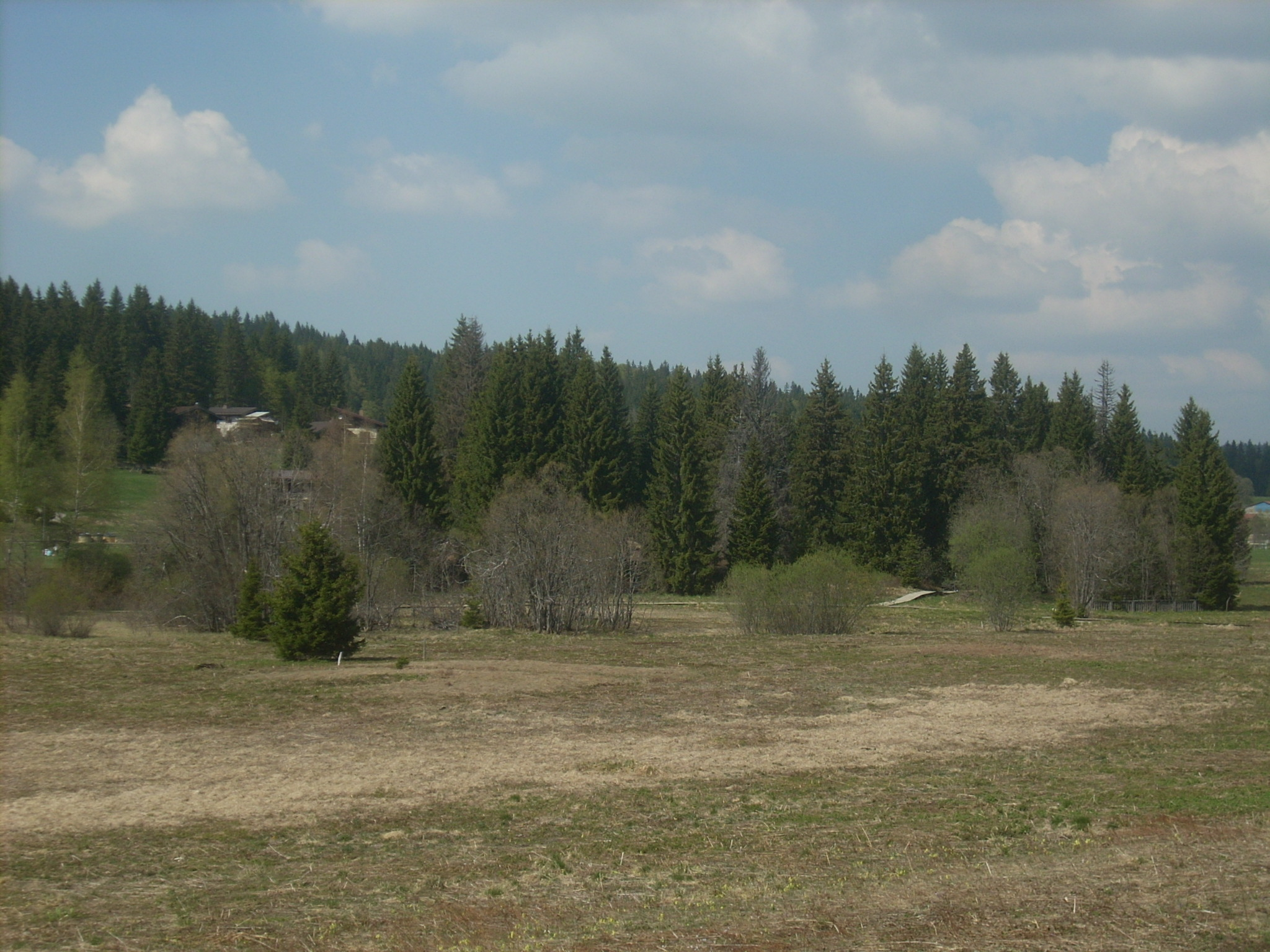
Vue sur le bosquet de la tourbière nord du lac.